# Gil Scott-Heron
Gilbert Scott-Heron (Chicago, 1949. április 1. – New York, 2011. május 27.) amerikai  zenész, költő és szerző volt, aki a hetvenes-nyolcvanas években leginkább spoken word előadóként volt ismert. A Brian Jacksonnal való közös lemezein a jazz, a blues és a soul műfajok keveréke hallható, szövegei pedig nagyrészt a kor társadalmi és politikai problémáiról szóltak. Önmagát a "bluesológus" jelzővel illette. Ezt a fogalmat úgy határozta meg, mint "egy tudós, aki a blues eredetével foglalkozik". A jazz-soul ütemre előadott "The Revolution Will Not Be Televised" című verse nagy hatással volt a hiphop műfajra.
Pieces of a Man és Winter in America című lemezei a hiphop és a neo soul műfajok előfutárainak számítanak. Albumai pozitív visszajelzéseket kaptak a kritikusoktól.
2012 januárjában jelent meg az önéletrajza, The Last Holiday címmel.

## Élete
Chicagóban született. Anyja, Bobbie Scott operaénekes volt, míg apja, Gil Heron labdarúgó. Szülei gyerekkorában elváltak, így nagymamája nevelte fel. Mikor Scott-Heron 12 éves volt, nagymamája elhunyt, így visszatért Bronxba és anyjával élt. Eleinte a DeWitt Clinton High Schoolban tanult, majd a The Fieldston Schoolban folytatta tanulmányait. Az iskolában bőrszíne miatt kiközösítették.
A középiskola után a pennsylvaniai Lincoln Egyetemen folytatta tanulmányait, mert Langston Hughes is itt tanult. Scott-Heron itt ismerkedett meg Brian Jacksonnal, akivel együttest alapított Black & Blues néven. A Lincoln Egyetemen eltöltött két év után szabadságot vett ki, hogy megírja a The Vulture és a The Nigger Factory című regényeket. Scott-Heronra nagy hatással volt a Black Arts Movement mozgalom. Az ezzel a mozgalommal kapcsolatban álló The Last Poets nevű csoport 1969-ben fellépett a Lincoln Egyetemen. Az együttes egyik tagja, Abiodun Oyewole szerint Scott-Heron a fellépés után ezt kérdezte tőle: "Figyelj, alapíthatok egy hozzátok hasonló együttest?" Scott-Heron ezután visszatért New Yorkba, és a manhattani Chelsea-ben telepedett le. The Vulture című könyve 1970-ben jelent meg a World Publishing Company gondozásában.
Tanulmányait a Johns Hopkins Egyetemen folytatta, ahonnan 1972-ben diplomázott. Tanárként is dolgozott.
Első nagylemeze 1970-ben jelent meg Small Talk at 125th and Lenox címmel. Az album producere Bob Thiele, a Flying Dutchman Records alapítója volt. A lemez további közreműködői Eddie Knowles, Charlie Saunders és David Barnes voltak. Az album belső borítója szerint Richie Havens, John Coltrane, Otis Redding, Jose Feliciano, Billie Holiday, Langston Hughes, Malcolm X, Huey Newton, Nina Simone és Brian Jackson voltak hatással rá.

## Halála
2011. május 27-én hunyt el a St. Luke's Hospital kórházban. Egy 2008-as interjúban elmondta, hogy pár évig HIV-pozitív volt, illetve tüdőgyulladással is kórházba került.

## Diszkográfia
- Small Talk at 125th and Lenox (1970)
- Pieces of a Man (1971)
- Free Will (1972)
- Winter in America (Brian Jacksonnal, 1974)
- The First Minute of a New Day (a Brian Jackson and the Midnight Band-del, 1975)
- From South Africa to South Carolina (Brian Jacksonnal, 1975)
- It's Your World (Brian Jacksonnal, 1976)
- Bridges (Brian Jacksonnal, 1977)
- Secrets (Brian Jacksonnal, 1978)
- The Mind of Gil Scott-Heron (1978)
- 1980 (Brian Jacksonnal, 1980)
- Real Eyes (1980)
- Reflections (1981)[32]
- Moving Target (1982)
- Spirits (1994)
- I'm New Here (2010)
- We're New Here (Jamie xx-szel, 2011)
- Nothing New (2014)
- We're New Again - A Reimagining By Makaya McCraven[33] (2020)

## Filmográfia
- Saturday Night Live (1975)
- Black Wax (1982); rendező: Robert Mugge
- Tales of the Amnesia Express Live at the Town & Country (1988)
- 5 Sides of a Coin (2004); rendező: Paul Kell
- The Revolution Will Not Be Televised (2005); rendező: Don Letts
- The Paris Concert (2007)